# Hemihyalea euornithia
Hemihyalea euornithia är en fjärilsart som beskrevs av Dyar 1914. Hemihyalea euornithia ingår i släktet Hemihyalea och familjen björnspinnare. Inga underarter finns listade i Catalogue of Life.